# Лінгаєн
Лінгаєн (панґ. Baley na Lingayen, ілок. Ili ti Lingayen, філ. Bayan ng Lingayen) — муніципалітет в провінції Пангасінан на Філіппінах. Є адміністративним центром провінції. Згідно перепису 2015 року населення муніципалітету становило 103 278 осіб. Батьківщина колишнього президента Філіппін Фіделя Рамоса.
Лінгаєн був стратегічним пунктом під час Другої світової війни.

## Історія
Місто було засноване іспанськими місіонерами та конкістадорами в 1614. Назву міста запропонували місцеві мешканці, в ознаку великого тамариндового дерева, що росло на момент заснування, там де зараз знаходиться головна площа. Дерево було настільки великим, що решта дерев виглядали просто карликами. Місцеві мешканці використовували це дерево як орієнтир, на який вони озиралися під час подорожей. Слово «Liñgayen» походить від пангасінанського слова «lingawen», що означає «озиратися».
Лінґаєн зробили столицею Панґасінану коли провінція стала енком'єндою. 
Під час другої світової війни, Лінґаєн був місцем де союзні війська (США, Філіппіни та Австралія) висадили Десант затоки Лінґаєн. Довгий пляж Лінґаєну було використано як посадкову смугу для військових літаків.

## Географія
Муніципалітет розташовується вздовж узбережжя затоки Лінґаєн, річки Аґно та каналу Лімахонґ. Площа муніципалітету становить 62.76 квадратних кілометрів, складається з 32 баранґаїв а також має 7 сітіос. Територія є рівнинною, придатною для сільського господарства та рибопереробки. Погода Лінґаєну є прохолодною з грудня по лютий, теплою у березні та квітні. З травня по жовтень триває вологий сезон.

### Барангаї
Адміністративно Лінґаєн ділиться на 32 баранґаї.

## Соціо-Культурний розвиток
Центр Лінґаєну має дві частини, що відрізняються за архітектурою та культурою одна від одної: іспанська та американська, причиною чого є вплив двох основних колонізаторів: іспанців та американців.

## Економіка
Основою економіки Лінґаєн є сільське господарство, тваринництво та рибальство.
Основними культурами є рис, кукурудза, помідори, боби мунг, дині та овочі. 
Вирощування худоби зосереджено у південних баранґаях де знаходяться широкі та протяжні пасовища.
Рибальство зосереджено в затоці Ланґаєн у межах муніципальних територіальних вод, що становлять 15 кілометрів від берегової лінії. Рибопереробні підприємства знаходяться в кожному баранґаї.

### Сільське господарство
47.5 % загальної площі муніципалітету становлять сільськогосподарські угіддя. Найпоширенішою культурою є рис. Рисові поля займають 22.42 % загальної площі муніципалітету. Наступними за поширенням культурами є кукурудза (5.11 % площі муніципалітету) та арахіс (2.04 %). На решті сільськогосподарських угідь вирощують баклажани, боби мунг, батат, та інше.

### Тваринництво
Згідно офіційних даних станом на 2000 рік в муніципалітеті утримувалось: 5,282 голів свиней, 2,762 голів великої рогатої худоби, 756 голів водяних буйволів, 1,520 голів кіз та овець, 44,000 бройлерів, та 43,875 домашніх курей місцевих порід.

### Рибальство та рибопереробка
В муніципалітеті розвинені рибогосподарства двох типів: солонуватоводні та  прісноводні. 
Загальна площа солонуватоводних рибогосподаств становить 1,419.18 гектарів. 
Площа прісноводних рибогосподарств становить 38.82 гектарів.

## Освіта
Окрім шкіл в муніципалітеті розташовані три коледжі та один університет.

## Транспорт
Лінґаєн поєднаний щоденними автобусними рейсами з Манілою, Баґйо та містом Даґупан. У місті також є невеликий аеропорт з однойменною назвою, що здатний приймати легкі літаки.

## Світлини

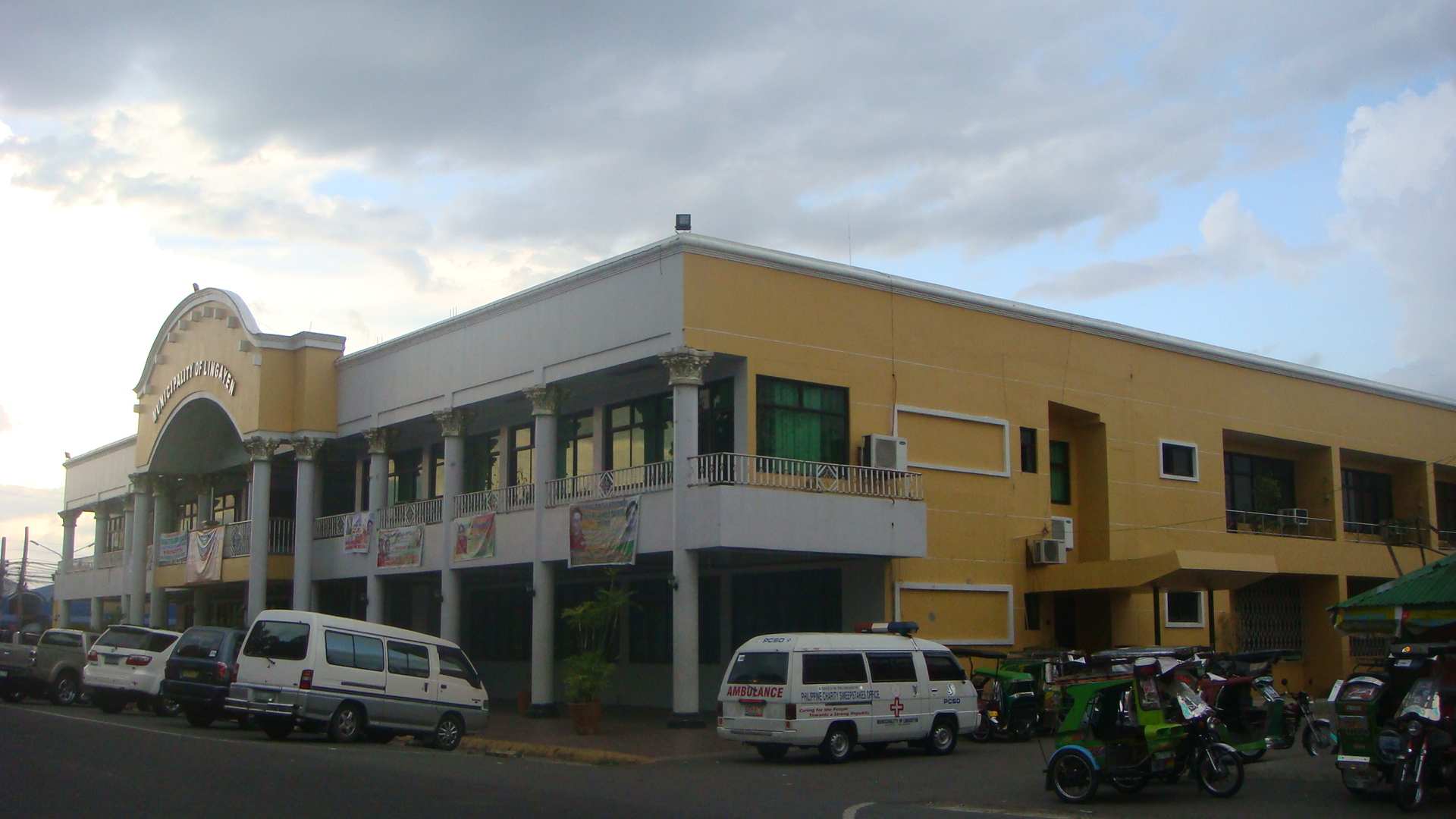
Town Park & Capitol Grounds
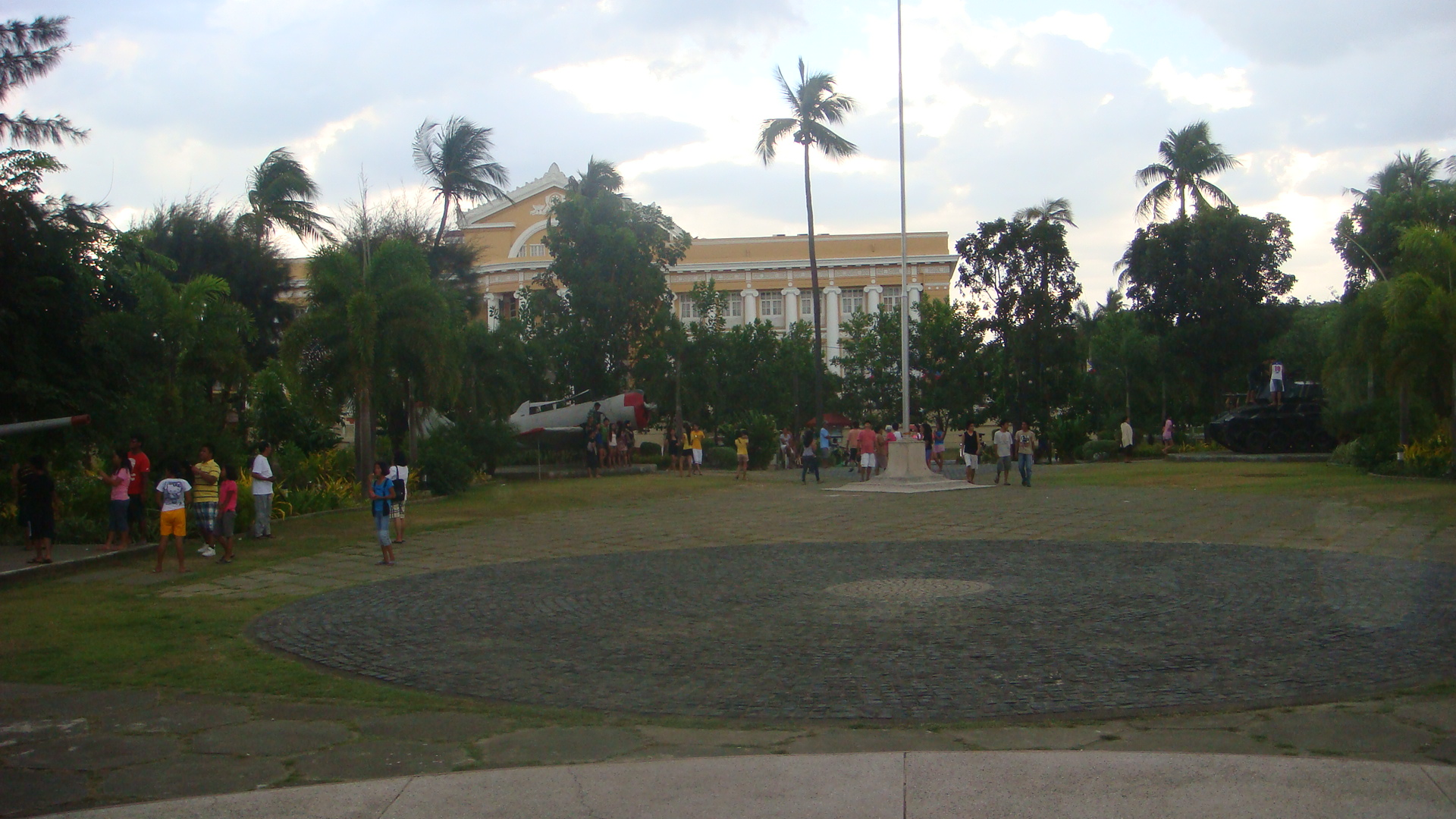
Lingayen Beach
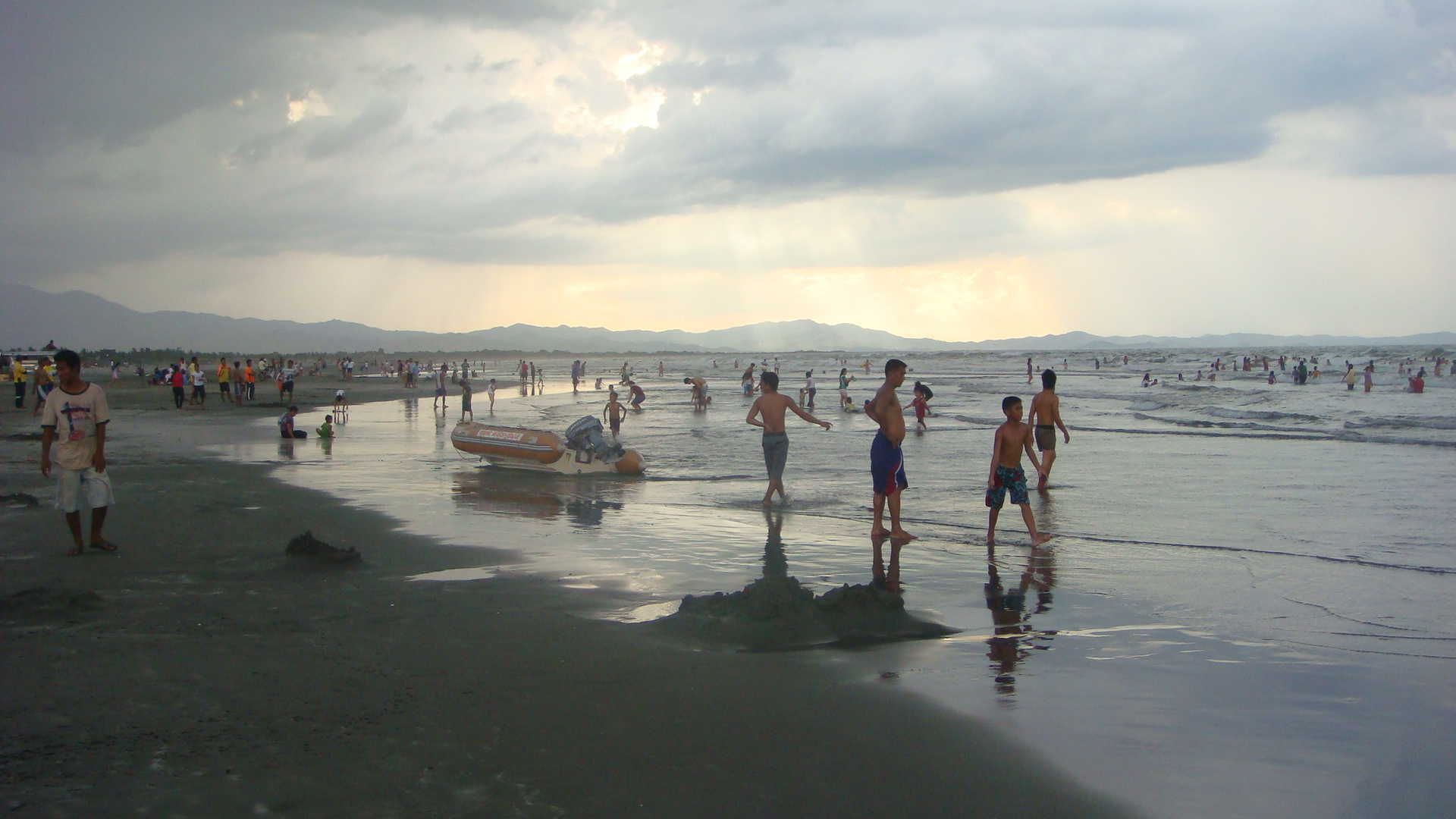
Narciso Ramos Sports Complex & Civic Center
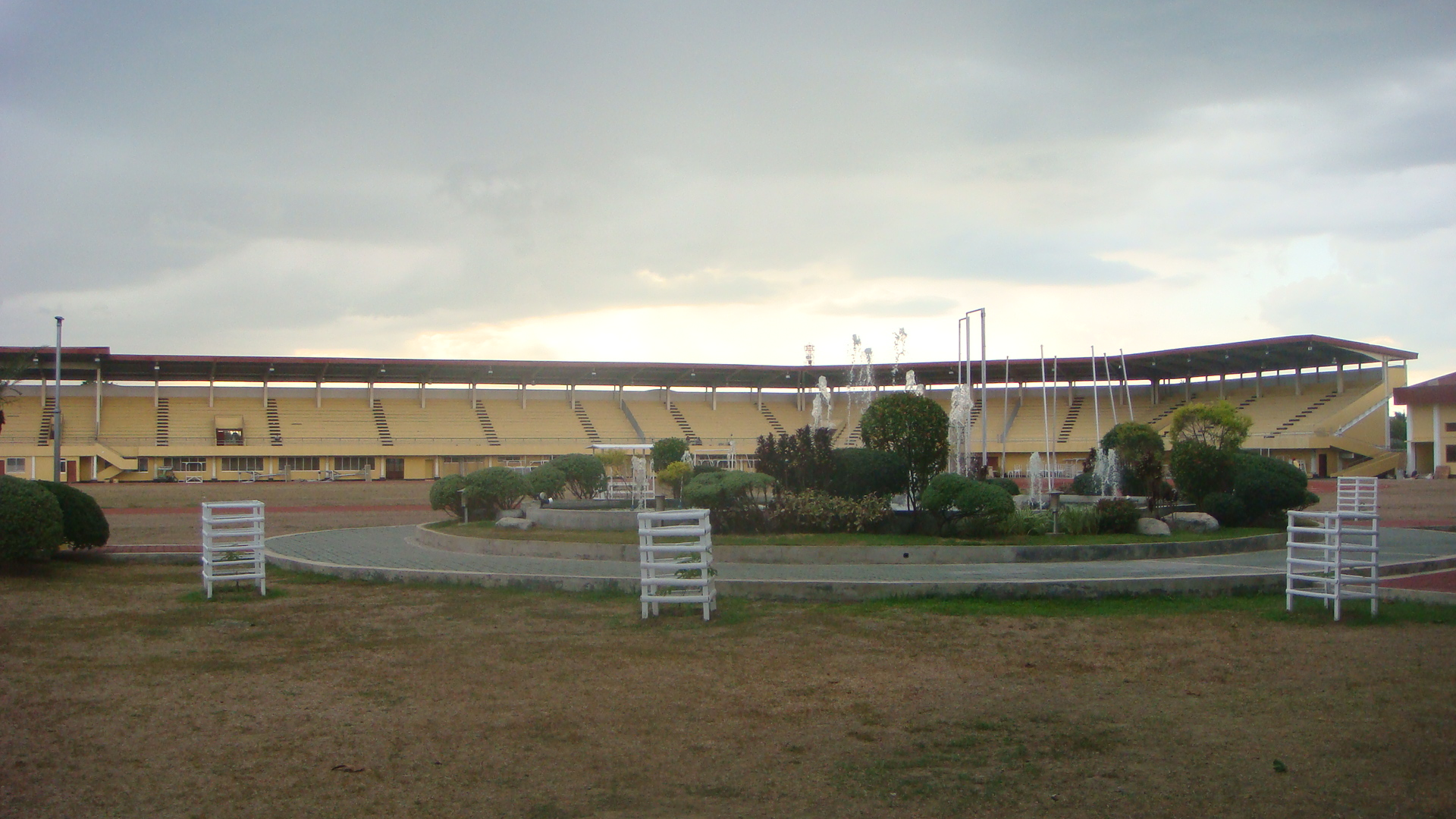
Epiphany of the Lord Parish, Poblacion
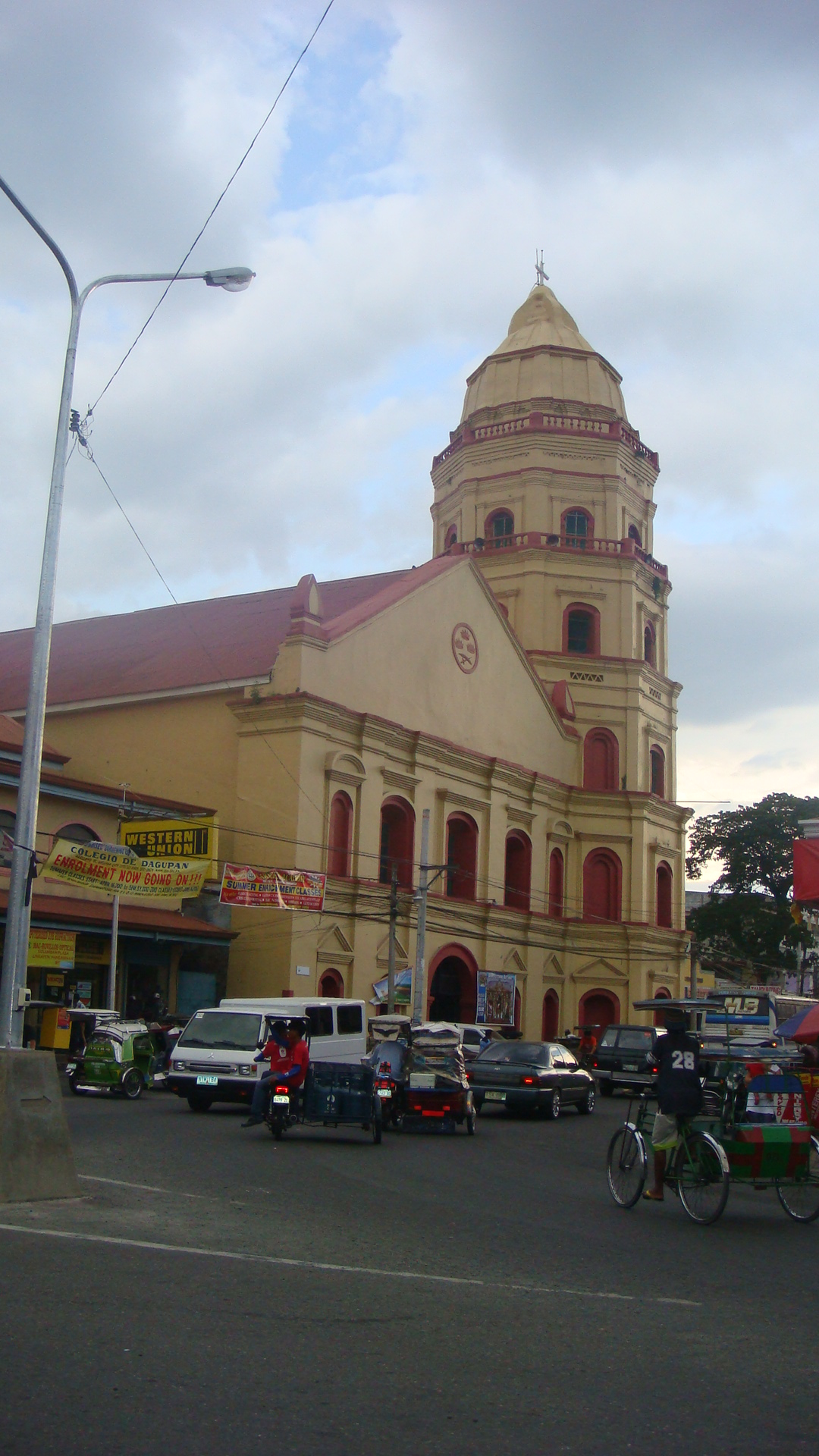